# پلی پیل
پلی پیل دارویی، به شکل قرص است. پیشوند «پلی» به معنای «چند» است، به این منظور که این دارو از چند عنصر و ماده ساخته شده است. ترکیبات سازنده این دارو معمولاً دوزهای ثابتی دارند و برای درمان بیماری‌های مزمن از آنها استفاده می‌شود. همچنین از این دارو به عنوان داروی پیشگیرنده یا در درمان وضعیت (های) پاتوفیزیولوژیکی استفاده می‌شود. پلی پیل‌ها می‌توانند تعداد قرص‌هایی که بیمار مصرف می‌کند را کاهش دهند و از این رو برای بیماران مفید هستند.
اصطلاح پلی پیل برای اولین بار در زمینه پیشگیری از بیماری‌های قلبی عروقی ابداع شد و از آن زمان مقبولیت قابل توجهی را پیدا کرد، به طوری که اکنون برای داروهای ترکیبی که قبل از آن وجود داشته‌اند، از اسم پلی پیل استفاده می‌شود. علاوه بر اینکه پلی پیل‌ها دوزهای ثابتی دارند، این امکان وجود دارد که برای هر بیمار با توجه به بیماری او نیز جداگانه پلی پیل ساخته شود که به فرایند ساخت آن ترکیبات داروخانه ای می‌گویند.
این دارو در زمینه پیشگیری از سکته‌های قلبی و مغزی بااستفاده از دارو، با حمایت ستاد اجرایی فرمان امام و تحت نظر دکتر ملک‌زاده در ایران تولید شد.

## کاربرد پلی پیل در درمان بیماریها
یکی از موارد استفاده از پلی پیل‌ها برای درمان افراد مبتلا به بیماری‌های قلبی، سکته مغزی و سایر اشکال مختلف بیماری‌های قلبی عروقی است. به گزارش سازمان بهداشت جهانی استفاده از این دارو در کاهش هزینه‌های بیماران مؤثر است.
برای درمان دیابت (و به‌طور بالقوه برای پیشگیری از بیماری دیابت) پلی پیل‌ها تجویز می‌شوند.

## کشورهای سازنده
برخی از «پلی پیل‌های قلبی عروقی» در حال حاضر در هند موجود هستند و به‌طور گسترده در آنجا مورد مطالعه قرار گرفته‌اند. همچنین، متخصص‌های قلب و عروق در اسپانیا در حال تهیه پلی پیل برای پیشگیری از بیماری‌های قلبی عروقی هستند.
این دارو در زمینه پیشگیری از سکته‌های قلبی و مغزی بااستفاده از دارو، در ایران تولید شد. این پروژه که با حمایت ستاد اجرایی فرمان امام و تحت نظر دکتر ملک‌زاده انجام شد، مطالعه به مدت ۵سال بر روی ۷هزار نفر انجام شد و داروی تولید شده در طی این مدت توانست درهمه افراد ۳۵ درصد مرگ ناشی از سکته قلبی را کاهش دهد و در مواردی که به‌طور دایم ازآن استفاده می‌کردند تا ۵۰ درصد مرگ ناشی از سکته مغزی را نیز کاهش داد. انتشار این مطالعه در مجله پزشکی (The Lancet)، باعث بازتاب این خبر در رسانه‌های خارجی شد.